# Havelock Parish
Havelock Parish ist ein Landkreis (Parish) im Kings County in der kanadischen Provinz New Brunswick mit 1158 Einwohnern (2011).

## Geografie
Das Havelock Parish liegt an der Nordostspitze des Kings County. Havelock, Knightville und Cornhill sind die größten Orte im Parish. Die New Brunswick Route 2, als Teil des Trans-Canada Highway-Systems verläuft mitten durch das Havelock Parish.

## Geschichte

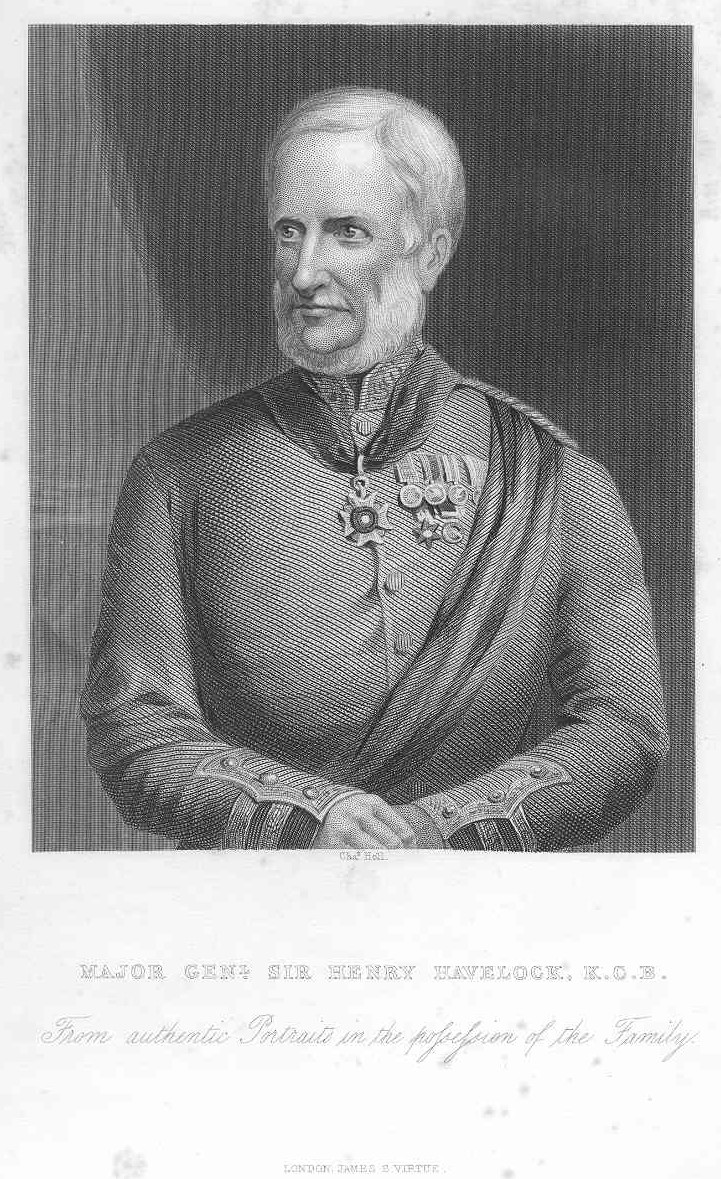
Sir Henry Havelock

Das Havelock Parish war bis zum Jahr 1858 Teil des Studholm Parish, das sich nun im Westen anschließt. Der Name wurde zu Ehren des britischen Generalmajors Henry Havelock gewählt.
Nach der Entdeckung großer Kalksteinvorkommen (limestone) im Havelock Parish gewann die Gegend an Bedeutung, da es die einzige Region in der Provinz New Brunswick ist, in dem dieses Mineral in abbaufähiger Menge gefunden wird. Seit dem Jahr 1939 wird es dort großtechnisch gewonnen und als Rohstoff für Zement, Branntkalk sowie als landwirtschaftlicher Kalk (Düngemittel) und als Zuschlagstoff für diverse chemische Prozesse verwendet. Der Kalkstein wurde auch zur Entschwefelung während des Betriebs des Wirbelschichtkessels im nördlich gelegenen Chatham eingesetzt. Die Kalksteinvorkommen erstrecken sich über eine Fläche von mehr als 40 Quadratkilometern und werden in mehreren Gruben abgebaut. Die Anlagen werden von der Firma Graymont betrieben, die die gesamte Atlantikregion bis in den US-Bundesstaat Maine damit versorgt. Zu Spitzenzeiten werden 300 Tonnen Kalk pro Tag in Ringschachtöfen produziert. In einigen Gruben wird auch Dolomit gefunden.